# Usedlost čp. 516 (Mikulášovice)
Usedlost čp. 516 v Mikulášovicích pochází z druhé poloviny 19. století a je příkladem venkovské hospodářské usedlosti lužické oblasti. Roku 1993 byla prohlášena kulturní památkou.

## Historie
Venkovská usedlost čp. 516 byla postavena při hlavní cestě v dolní části Mikulášovic ve druhé polovině 19. století. V období po druhé světové válce byla zanedbána údržba, přesto byla 1. dubna 1993 prohlášena nemovitou kulturní památkou. Dům je cenným příkladem vývoje venkovské architektury lužické oblasti. Stavba je v soukromém vlastnictví a není využívána. Její stav je havarijní. Spolu s domem jsou památkově chráněné i zbytky okolního oplocení.

## Popis
Mohutná stavba stojí na půdorysu písmene L. Přízemí je vyzděné z velkých granodioritových kvádrů. Obytné části i hospodářské prostory (chlév) jsou zaklenuty českou plackou. Stěny patra jsou hrázděné, z vnějšku obložené břidlicí, která ve štítu vytváří vějířovité vzory. Čtvrtvalbová střecha je krytá nepůvodní krytinou. Kolem domu se dochovala část oplocení s původními granodioritovými sloupky.